# セント・オールバンズの戦い (1455年)
（第1次）セント・オールバンズの戦い（First Battle of St Albans）は、1455年5月22日のロンドン北方の町セント・オールバンズでの戦闘で、薔薇戦争の最初の戦いである。

## 戦いの進行
ヨーク公リチャードと彼の同盟者であるウォリック伯リチャードは、サマセット公エドマンド率いるランカスター派を打ち破り、サマセット公を殺した。ヨーク公は国王ヘンリー6世を捕らえ、再び自ら護国卿となった。
約3,000の精強なヨーク派軍に側面に回り込まれるのを避けるために、ヘンリー6世の2,000名の軍勢は町の中に戻り、ホーリーウェルとセント・ピーター通りにバリケードを構築してヨーク派の東進を防ごうとした。だがヨーク派の攻撃はあまりに速く、ランカスター派は驚いて対応に追われた。両軍とも、この戦闘は1452年のブラックヒースの戦いの時のような平和的解決が可能と考えており、実際攻撃の直前まで和平工作を行っていた。だが、狭い道路でのランカスター派の二正面攻撃からの攻撃に対して進軍が出来なくなったヨーク派は、多数の死傷者を出した。
ウォリック伯は彼の手持ちの兵を連れ出し、裏路地や庭園を抜け、町の防備の薄い箇所を通っていった。突然、ウォリック伯の奇襲部隊はランカスター派の本体がのんびりくつろいで座っている市場の広場に現われた。彼らがまだ戦闘が継続していると考えていなかった証拠に、彼らの多くは兜さえ脱いでいたのだった。ウォリック伯はその少数の兵ですぐさま突撃し、ランカスター派の構築した2つのバリケードを破壊した。
ウォリック伯はそれから、弓の射手に王の周りにいる者たちを射るように命じた。射手は何人かを殺し、多くの貴族（王と軍司令官であるバッキンガム公を含む）に怪我をさせた。ウォリック伯は彼自身の敵の一人であるサマセット公もキャッスル・イン周辺で殺している。
バリケードに配置されたランカスター派の兵は中央広場に敵が現われた事を知り、背後からの襲撃を恐れてバリケードを放棄した。間もなくヨーク派がなだれ込んできて、総崩れになった。
軍事的な意味では、セント・オールバンズの戦いは死者恐らく300名程度という事で大きな勝利ではなかった。だが政治的な意味では、王はヨーク公に捕らえられ、ライバルのサマセット公は戦死し、ウォリック伯の宿敵であるノーサンバランド伯ヘンリー・パーシーとクリフォード卿も戦死するというヨーク派の圧勝であった。